# Colocleora umbrata
Colocleora umbrata är en fjärilsart som beskrevs av Louis Beethoven Prout 1938. Colocleora umbrata ingår i släktet Colocleora och familjen mätare. Inga underarter finns listade i Catalogue of Life.